# Alcithoe grahami
Alcithoe grahami es una especie de molusco gasterópodo de la familia Volutidae en el orden de los Neogastropoda. La altura de la concha mide hasta 32,5 mm y la anchura del caparazón es de hasta 15 mm.

## Distribución geográfica
Se encuentra en Nueva Zelanda.